# Omeprazol
Omeprazol – organiczny związek chemiczny, lek z grupy inhibitorów pompy protonowej, zmniejszający wydzielanie do światła żołądka jonów wodorowych. Jest stosowany głównie w terapii choroby wrzodowej.

## Mechanizm działania
Omeprazol jest pochodną benzimidazolu. Jego działanie polega na nieodwracalnym blokowaniu grupy cystynowej pompy protonowej (K+/H+ ATP-aza) komórek okładzinowych żołądka. Efektem tego jest zmniejszenie wydzielania do światła żołądka jonów wodorowych, co powoduje zmniejszenie kwaśności soku żołądkowego.
Omeprazol działa również bakteriobójczo i bakteriostatycznie na Helicobacter pylori in vitro, poprzez hamowanie aktywności ureazy bakteryjnej.
Podczas długotrwałego leczenia omeprazolem (jak i innymi inhibitorami pompy protonowej) obserwuje się zwiększenie liczby bakterii fizjologicznie występujących w świetle przewodu pokarmowego oraz obserwuje się zwiększone ryzyko zakażeń bakteriami Salmonella i Campylobacter.
Nie wpływa na wydzielanie pepsyny i czynnika wewnętrznego ani opróżnianie żołądka.

## Wskazania
- choroba wrzodowa żołądka i dwunastnicy
- choroba refluksowa przełyku
- zespół Zollingera-Ellisona
- eradykacja Helicobacter pylori
- profilaktyka zachłystowego zapalenia płuc przed znieczuleniem ogólnym

## Przeciwwskazania
- nadwrażliwość na lek
- owrzodzenia o charakterze nowotworowym

## Działania niepożądane
Często:
- bóle i zawroty głowy
- biegunka
- bóle brzucha
- nudności, wymioty
- zaparcie
- wzdęcie

Mniej często:
- złe samopoczucie
- parestezje
- zaburzenia snu
- zaburzenia równowagi
- reakcje alergiczne
- zwiększona aktywność enzymów wątrobowych

Rzadko:
- splątanie
- pobudzenie
- omamy
- depresja
- suchość błon śluzowych
- zapalenie przewodu pokarmowego
- nadwrażliwość na światło
- rumień wielopostaciowy
- wypadanie włosów
- bóle mięśni i stawów
- zapalenie wątroby
- niewydolność wątroby
- ginekomastia
- małopłytkowość
- leukopenia
- agranulocytoza
- pancytopenia

Bardzo rzadko:
- zespół Stevensa-Johnsona
- martwica toksyczna rozpływna naskórka

Przypuszcza się, że niektóre z niepożądanych efektów ubocznych (np. ból brzucha, zawroty głowy, trudności w oddychaniu, napięcie  i kurcze mięśni) mogą być spowodowane wtórnym niedoborem karnityny, będącym efektem inhibicji przez omeprazol transportera karnityny OCTN2.

## Interakcje

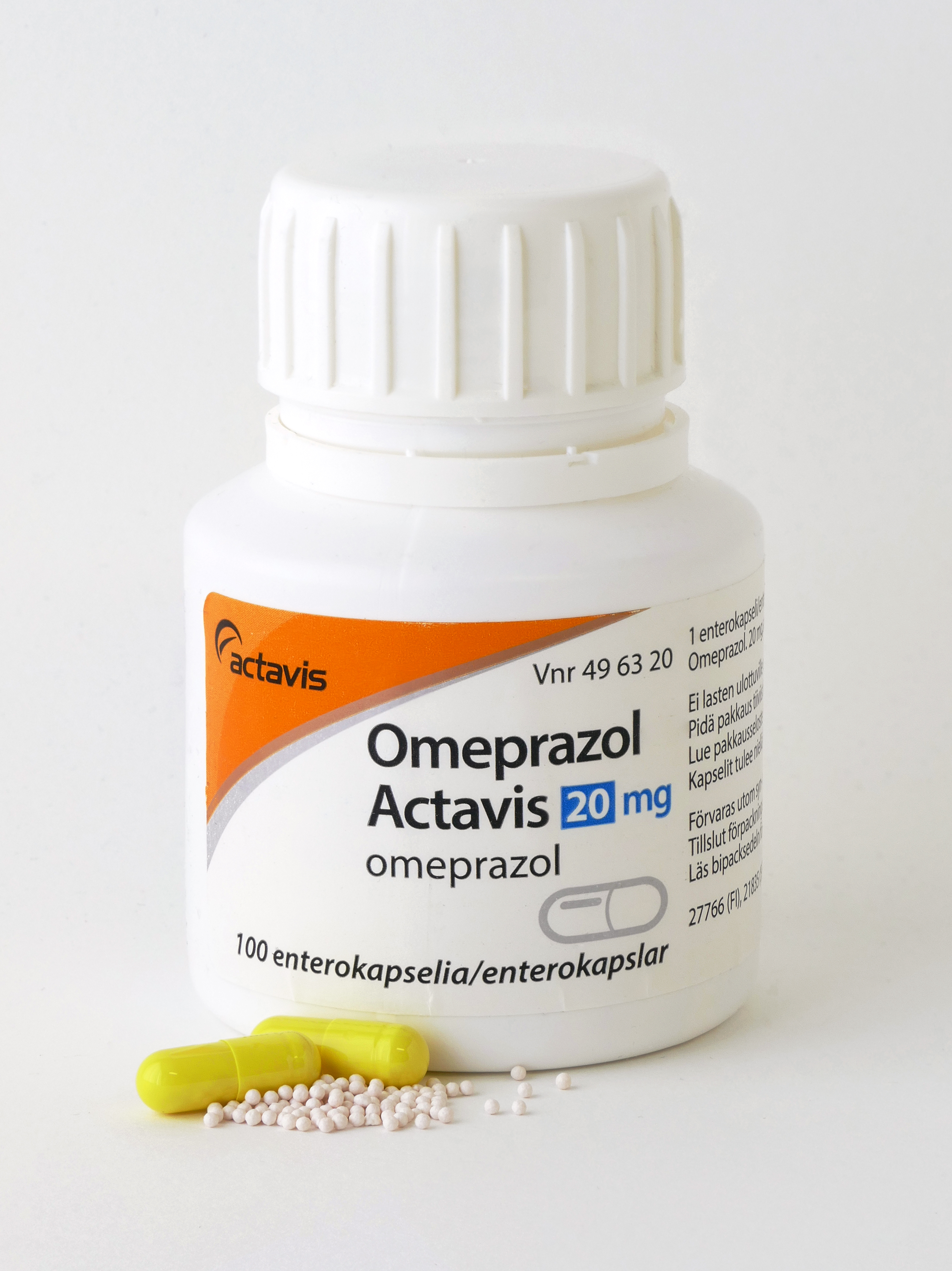
Omeprazol Actavis

Omeprazol jest kompetycyjnym inhibitorem enzymu CYP2C19 oraz CYP2C9 i może dawać interakcje z lekami, których metabolizm jest uzależniony od tych enzymów, takimi jak diazepam, escitalopram i warfaryna. Stężenie tych leków może wzrosnąć, jeżeli są przyjmowane równocześnie z omeprazolem. Klopidogrel jest nieaktywnym prolekiem, który częściowo jest metabolizowany przez CYP2C19 do formy aktywnej. Hamowanie CYP2C19 blokuje aktywację klopidogrelu, osłabia jego aktywność i potencjalnie zwiększa ryzyko udaru mózgu bądź zawału mięśnia sercowego u ludzi zażywających profilaktycznie klopidogrel. Omeprazol jest także kompetycyjnym inhibitorem p-glikoproteiny, tak jak inne inhibitory pompy protonowej.

## Stosowanie w trakcie ciąży i karmienia
Kategoria C. Stosować w trakcie ciąży jedynie w razie zdecydowanej konieczności.

## Dawkowanie
Lek występuje w dawkach 10, 20 i 40 mg. Najczęściej stosuje się 10–20 mg na dobę. Należy przestrzegać zaleceń lekarza. Należy go stosować przed posiłkiem

## Preparaty handlowe
Preparaty handlowe dostępne w Polsce (2021): Agastin, Bioprazol, Gasec, Goprazol, Helicid, Losec, Omeprazol, Omeprazole Genoptim, Ortanol, Piastprazol, Polprazol, Prazol, 	Prenome, Progastim, Ultop, Ulzol, Ventazol.